# Pasagerii (film)
Pasagerii (Passengers) este un film science fiction american din 2016. Este regizat de Morten Tyldum și scris de Jon Spaihts. Cu actorii Jennifer Lawrence, Chris Pratt, Michael Sheen, Laurence Fishburne și Andy García. Spune povestea a doi oameni care se trezesc cu 90 de ani mai devreme înainte ca nava lor spațială în care se află să ajungă la destinație pe o nouă planetă colonie.  
A fost lansat în Statele Unite la 21 decembrie 2016 de către Columbia Pictures. Filmul a primit recenzii mixte, a avut încasări de 293 de milioane $ în toată lumea. A fost nominalizat la  Best Original Score și Best Production Design la Oscar 2017.
Este bazat pe povestirea scriitorului american Philip K. Dick, „I Hope I Shall Arrive Soon”.

## Distribuție
- Jennifer Lawrence - Aurora Lane
- Chris Pratt - Jim Preston
- Michael Sheen - Arthur
- Laurence Fishburne - Gus Mancuso
- Julee Cerda și Nazanin Boniadi - instructori de hologramă
- Andy García - Captain Norris
- Aurora Perrineau - Celeste

Emma Clarke, Chris Edgerly, Matt Corboy, Fred Melamed și scenaristul Jon Spaihts interpretează vocile: Avalon, InfoMat, jocul video, observator și respectiv Autodoc.

## Primire
| Premiu                     | Data ceremoniei   | Categorie                                          | Primitor(i)                       | Rezultat     | Ref.        |
| -------------------------- | ----------------- | -------------------------------------------------- | --------------------------------- | ------------ | ----------- |
| Academy Awards             | 26 februarie 2017 | Best Production Design                             | Guy Hendrix Dyas and Gene Serdena | Nominalizare | [ 5 ] [ 6 ] |
| Academy Awards             | 26 februarie 2017 | Best Original Score                                | Thomas Newman                     | Nominalizare | [ 5 ] [ 6 ] |
| Art Directors Guild Awards | 11 februarie 2017 | Excellence in Production Design for a Fantasy Film | Guy Hendrix Dyas                  | Câștigat     | [ 7 ]       |
| Golden Trailer Awards      | 6 iunie 2017      | Best Action                                        | Sony Pictures Entertainment       | Nominalizare | [ 8 ]       |
| Golden Trailer Awards      | 6 iunie 2017      | Best Motion Poster                                 | Sony Pictures Entertainment       | Nominalizare | [ 8 ]       |
| Saturn Awards              | 28 iunie 2017     | Best Science Fiction                               | Passengers                        | Nominalizare | [ 9 ]       |
| Saturn Awards              | 28 iunie 2017     | Best Actor                                         | Chris Pratt                       | Nominalizare | [ 9 ]       |
| Saturn Awards              | 28 iunie 2017     | Best Actress                                       | Jennifer Lawrence                 | Nominalizare | [ 9 ]       |
| Saturn Awards              | 28 iunie 2017     | Best Music                                         | Thomas Newman                     | Nominalizare | [ 9 ]       |
| Saturn Awards              | 28 iunie 2017     | Best Production Design                             | Guy Hendrix Dyas                  | Nominalizare | [ 9 ]       |

## Legături externe
- Site web oficial
- Pasagerii la Internet Movie Database
- Pasagerii (film) la Allmovie
- Pasagerii la Box Office Mojo
- Pasagerii (film) la Rotten Tomatoes
- Pasagerii (film) la Metacritic